# Parc Bivort
Le parc Bivort est un parc paysager situé à Jumet, section de la ville de Charleroi.

## Historique
Le parc a été aménagé autour du château construit entre 1868 et 1869 pour Henri-Joseph Bivort, maître de verreries. En 1902, sa veuve cède la propriété à la Société des Charbonnages du Centre de Jumet, qui en fait le logement des directeurs-gérants.
Lors de la liquidation de la société de charbonnage, à la fin des années 1960, l'ensemble est acquis par l'État qui le cède à la commune de Jumet. Le château, abandonné et vandalisé, se dégrade. Il est rasé en 1988, mais le parc subsiste. L'entretien en est assuré par le Service public de Wallonie.

## Aménagement

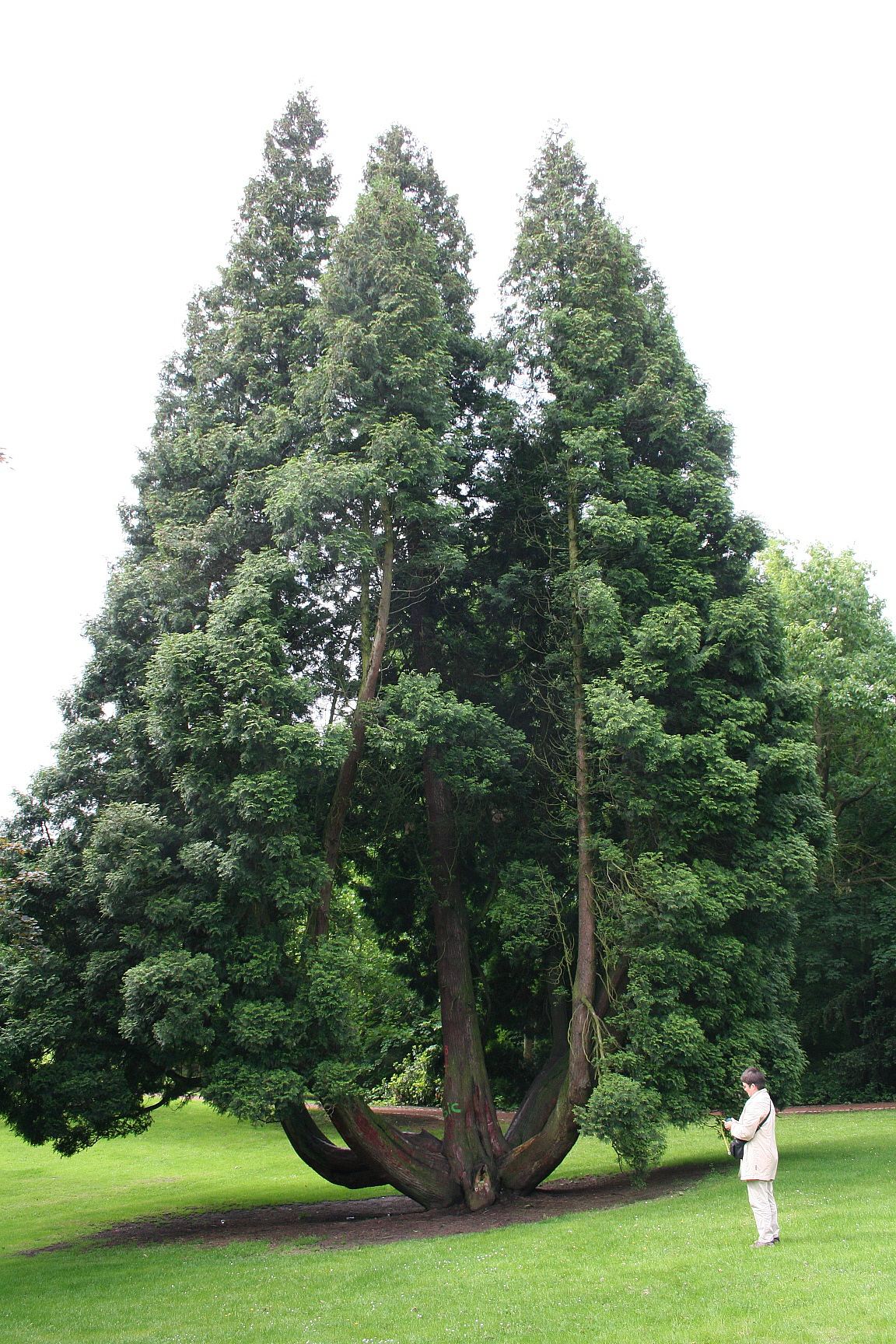
Thuya géant de Californie du parc Bivort

L'entrée principale à la rue Maximilien Wattelar est ornée d'une grille en fer forgé dont le fronton est marqué aux initiales H.J.B., initiales du nom du constructeur. De là démarre une allée de marronniers, remplacée par une nouvelle plantation en 2008.
Des constructions, subsistent un mur en brique qui entoure la propriété, un pavillon près de l'entrée secondaire rue Bivort, et une serre adossée au mur de clôture d'un jardin potager aujourd'hui disparu. Au centre du jardin se trouvaient deux étangs alimentés par le ruisseau des Rosaires. Le plus petit a été remblayé par les déblais du château. Des statues en ciment, copies de statues antiques, sont placées sur les pelouses. Il subsiste les statues de Flore et du gladiateur Borghèse.
Plusieurs arbres remarquables ornent le parc. Un érable plane (Acer platanoides Deissectum) a reçu le titre de champion de Wallonie. Un autre érable, argenté (Acer saccharinum), se classe parmi les plus beaux de Belgique avec son tronc de 5,25 m de circonférence. Un thuya « candélabre » (Thuja plicata) constitue un record de son espèce en Wallonie.